# Rami Rantanen
Rami Rantanen, född 25 mars 1968, är en finländsk tidigare fotbollsspelare. 
Rantanen spelade för svenska Trelleborgs FF i mitten av 1990-talet och var berömd för sitt skott. Hans mål för Trelleborgs FF mot Hammarby IF 1996 i kvalet till Allsvenskan 1997 utsågs på Fotbollsgalan 1996 till "årets mål".